# Lieutenant de vaisseau aux États-Unis
Pour les articles homonymes, voir Lieutenant.

L'insigne général d'officier O-3 des forces armées américaines servant notamment pour les lieutenant.

Le grade militaire américain nommé « Lieutenant» utilisé dans l'United States Navy, l'United States Coast Guard, le National Oceanic and Atmospheric Administration Commissioned Officer Corps, le Corps du service de Santé publique des États-Unis (en) et le Service Maritime des États-Unis (en) correspond dans la plupart des autres marines au grade de lieutenant de vaisseau.
Le pay grade, de lieutenant est O-3, et son code OTAN est OF-2. Il correspond ainsi au grade de captain de l'armée de Terre, des Marines et de l'US Air Force; il est donc plus élevé que le grade de lieutenant de ces trois dernières armées.

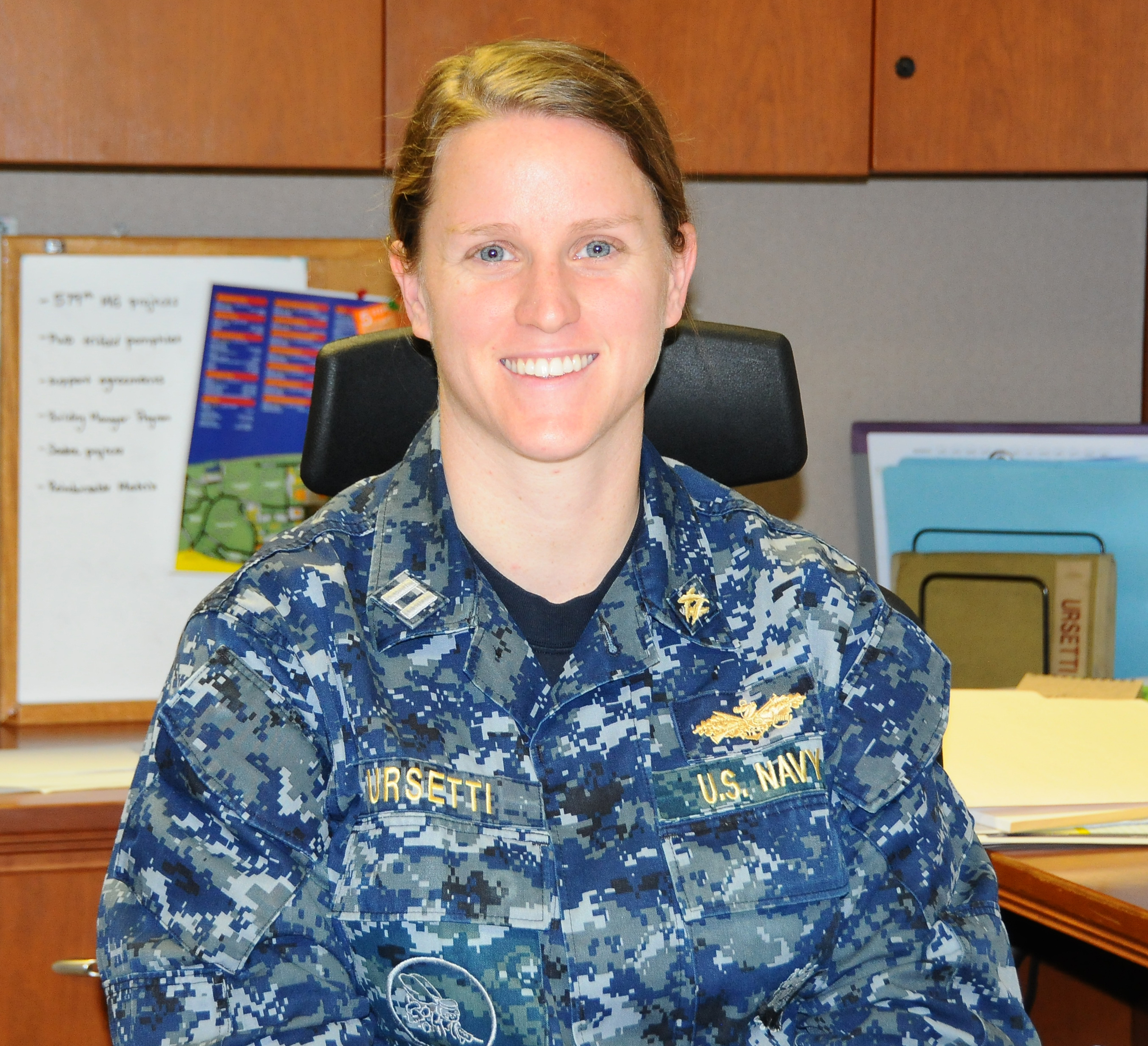
Le lieutenant de la Navy Sarah Ursetti.
Le lieutenant John P. Donohue.